# Alfreda Benge
Alfreda Benge, detta Alfie (Austria, 1940), è una paroliera, illustratrice e poetessa austriaca naturalizzata britannica. Moglie del musicista Robert Wyatt, ha scritto molti dei testi delle sue canzoni, e le sue poesie ne hanno ispirati diversi altri. Ha anche cantato occasionalmente alcuni brani degli album del marito, illustrato tutte le copertine dei suoi dischi dal 1974 in poi e scritto alcuni testi per altri musicisti.

## Biografia
Nata in Austria da madre polacca, si trasferisce nel 1947 nel Regno Unito, e comincia a imparare l'inglese all'età di sette anni. Ha studiato pittura alla Art School di Camberwell, un distretto della South London, grafica alla London School of Printing e cinematografia alla RCA, prima di trovare lavoro nel mondo del cinema.
Durante la sua relazione sentimentale con il batterista Pip Pyle dei Delivery, un gruppo progressive britannico collegato alla scena di Canterbury, nel 1971 scrive Harry Lucky, un brano per l'album Fools Meeting della band, che verrà pubblicato anche come singolo. Poco dopo, Pyle e Wyatt si scambiano le partner: Pyle si lega a Pamela Wyatt, ex moglie di Robert, mentre la Benge e Wyatt a loro volta fanno coppia fissa.
In questo periodo la Benge, oltre a comporre poesie, lavora anche nel cinema e diventa la migliore amica dell'attrice Julie Christie. Quando Wyatt scioglie i Matching Mole, nell'autunno del 1972, segue a Venezia la Benge che lavora come assistente di Graeme Clifford, responsabile del montaggio per il film A Venezia... un dicembre rosso shocking di Nicolas Roeg. Nei due mesi di soggiorno veneziano, Alfreda compra un organo per Wyatt e lo spinge a comporre buona parte della musica di Rock Bottom, l'album che sarà il suo capolavoro.
Al ritorno a Londra Wyatt è vittima di un incidente che lo rende paraplegico. Durante i mesi di degenza in ospedale scrive i testi dell'album ispirandosi alle poesie di Alfreda, che attrezza il loro appartamento con tutto quanto necessario per eseguire le prove, partecipa come cantante nel brano Alifib e disegna la bizzarra copertina del disco. In segno di riconoscenza Robert le dedica il brano Alifie, nel quale la definisce più volte la sua dispensa ("Alifie my Larder").
Wyatt e la Benge si sposano il 26 luglio del 1974, lo stesso giorno in cui Rock Bottom viene pubblicato dalla Virgin Records. Nel 1973 la Benge aveva collaborato con Wyatt e Richard Sinclair alla stesura del brano Fol de Rol, per l'album di debutto degli Hatfield and the North.
Negli anni a seguire Alfreda si dedicherà ad accudire Wyatt, a collaborare ai testi delle sue canzoni e ad illustrare tutte le copertine dei suoi dischi. Di carattere schivo e di dichiarate idee anarchiche, sarà il collante ideale per i lavori del marito, a lungo militante comunista, stemperandone l'aggressività anti-imperialista con i suoi delicati testi. Wyatt ha definito la Benge come la sua maggiore fonte di ispirazione ed il suo principale referente politico, attribuisce alla moglie gran parte della propria crescita musicale, politica e spirituale.
Nel 1982 la coppia, stanca dell'ambiente britannico, si trasferisce in Spagna, dove si tratterrà fino al 1991, per poi tornare nel Lincolnshire, in Inghilterra, a causa dello scarso supporto che la sanità spagnola dedica ai paraplegici. Sempre nel 1991 viene pubblicato Dondestan, un album di Wyatt i cui brani, parte scritti da solo e parte con Alfreda, fotografano il differente approccio dei due alla dura realtà politica che entrambi trovano vergognosa. Alle spietate denunce del cantante fanno eco le dolci composizioni di Alfreda, idilliaci rifugi dove trovare riparo per sfuggire agli orrori della società.
Tra le altre collaborazioni della Benge, come vocalista c'è stata quella del 1976 con il jazzista austriaco-americano Michael Mantler, allora marito di Carla Bley, come illustratrice quella nella copertina dell'album del 1980 Gravity di Fred Frith, e come paroliera quella nell'album del 2005 del musicista francese Bertrand Burgalat. Ha anche illustrato due libri per bambini del poeta e cantautore scozzese Ivor Cutler.